# Day69
Day69 es el Primer Mixtape del rapero estadounidense 6ix9ine. Fue lanzado el 23 de febrero de 2018, de forma independiente por ScumGang Records y TenThousand Projects (de la que antes era conocida como Elliott Grainge Entertainment). El EP cuenta con la  aparición de Young Thug, Tory Lanez, Fetty Wap, A Boogie wit da Hoodie y Offset.
Day69 fue apoyado por cuatro sencillos oficiales: "Gummo", "Kooda", "Keke" con Fetty Wap y A Boogie wit da Hoodie, y "Gotti".

## Antecedentes
El 20 de febrero de 2018, 6ix9ine reveló la portada y el tracklist del mixtape.
El 24 de febrero, un día después del lanzamiento del mixtape, un artista en Tumblr con el nombre de usuario "cryptidsp00n" señaló que el artista de la portada de Day69 calcó su arte con el personaje de Hora de Aventuras Flame Princess.

## Promoción
El 10 de febrero de 2018, 6ix9ine adelantó el primer tema del mixtape, llamado "Billy", en su cuenta de Instagram. El vídeo musical del tema se estrenó el 4 de marzo de 2018.

## Sencillos
El primer sencillo oficial de Day69, llamado "Gummo" fue lanzado el 10 de noviembre de 2017. La canción fue producida por Pi'erre Bourne. La canción alcanzó el número 12 en el Billboard Hot 100 de Estados Unidos.
El 3 de diciembre de 2017, 6ix9ine lanzó el segundo sencillo oficial de la mixtape, llamado "Kooda". La canción hace referencia a ScumGang Records, Xanax, Ruger y Fendi, entre otros. La canción debutó en el número 61 del Billboard Hot 100 de Estados Unidos en la semana del 23 de diciembre de 2017, y alcanzó el número 50. Un vídeo musical que acompaña a la canción se estrenó en WorldStarHipHop a través de su canal de YouTube. En él aparece 6ix9ine en las calles de Nueva York con miembros de las bandas Bloods y Crips, en una línea similar a la del vídeo musical de "Gummo".
El 14 de enero de 2018, 6ix9ine lanzó el tercer sencillo oficial, "Keke" con los raperos estadounidenses Fetty Wap y A Boogie wit da Hoodie. La canción fue adelantada por 6ix9ine a finales de 2017 a través de su Instagram, filtrándose la canción el 29 de diciembre de 2017. El vídeo musical se estrenó en el canal oficial de YouTube de WorldStarHipHop el 14 de enero de 2018. Fue dirigido por Figure Eight Films y presenta a 6ix9ine, Fetty Wap y A Boogie wit da Hoodie en las calles de Nueva York, en una línea similar al video musical de 6ix9ine para "Gummo" y "Kooda". La canción entró en el número 63 del Billboard Hot 100 de Estados Unidos, alcanzando el número 43 de la lista con fecha 3 de febrero de 2018.
El cuarto sencillo oficial de Day69, "Gotti" fue lanzado el 21 de abril de 2018.

## Crítica
Day69 recibió críticas mixtas de los críticos musicales. En una reseña negativa, Charles Aaron de Rolling Stone afirmó que Day69 es "un sombrío fracaso". A diferencia de otras figuras caricaturescas similares, como Onyx o Waka Flocka Flame, 6ix9ine no hace gala de humor ni de intentos de creación de frases o de composición de canciones. Su flujo excesivamente reverberado es poco más que un borbotón incontrolado de faux-menace intimidatorio." Daniel Offner de la revista Salute Magazine declaró que "en términos de llevar su propio peso, el álbum cumple con efecto directo", añadiendo que Day69 "viene a cerrar con un cargador lleno y uno en la recámara."
La publicación en línea HotNewHipHop criticó la producción y el contenido lírico de la mixtape, considerando que el proyecto es una fórmula: "Considerando todo, DAY69 es un asombroso fracaso de declaración artística, especialmente para un rapero que busca demostrar su valía en el juego del rap. Ya sea por la producción poco destacable, por sus propias limitaciones como rapero, o por el grave descenso de calidad más allá de los singles, no hay mucho que justifique su existencia en el juego del rap más allá de un desafortunado hábito de generar atención negativa".
Trent Clark de HipHopDX creía que el mixtape proporcionaba un refrescante retorno al hip hop duro, afirmando también: "Por supuesto, incluso con la corta duración, sólo hay una cantidad de bramidos y conteo de cuerpos ficticios que los oyentes pueden soportar antes de admitir abiertamente que no quieren más humo. Un proyecto como Day69 es perfecto para establecer un motivo de juego de rap, pero hace poco para romper la mística que rodea a la mente bajo la melena multicolor".

## Rendimiento comercial
Day69 debutó en el número cuatro de la lista estadounidense Billboard 200, con 55.000 unidades (incluyendo 20.000 ventas de álbumes tradicionales) en su primera semana. En su segunda semana, el álbum cayó al número diez de la lista, consiguiendo 24.000 unidades adicionales. El 8 de mayo de 2018, el mixtape fue certificado Oro por la Recording Industry Association of America (RIAA) por ventas combinadas y unidades equivalentes a un álbum de más de 500.000 unidades en Estados Unidos.

## Lista de Canciones
| Day69 – Standard version |                                                 |                     |          |  |
| N.º                      | Título                                          | Producer(s)         | Duración |  |
| 1.                       | «Billy»                                         | Beat Menace         | 1:52     |  |
| 2.                       | «Gummo»                                         | Pi'erre Bourne      | 2:37     |  |
| 3.                       | «Rondo» (con Tory Lanez & Young Thug)           | Koncept P           | 2:18     |  |
| 4.                       | «Keke» (con Fetty Wap & A Boogie wit da Hoodie) | Wizard Lee Weinberg | 2:31     |  |
| 5.                       | «93»                                            | Flamm               | 2:16     |  |
| 6.                       | «Doowee»                                        | Phosphate           | 2:13     |  |
| 7.                       | «Kooda»                                         | Koncept P           | 2:22     |  |
| 8.                       | «Buba»                                          | Taz Taylor          | 1:58     |  |
| 9.                       | «Mooky»                                         | Flamm               | 2:28     |  |
| 10.                      | «Gummo (Remix)» (con Offset)                    | Pi'erre Bourne      | 3:25     |  |
| 11.                      | «Chocolaté»                                     | Flamm               | 3:02     |  |

| Day69: Graduation Day – Deluxe version (bonus track) |         |                 |          |  |
| N.º                                                  | Título  | Producer(s)     | Duración |  |
| 12.                                                  | «Gotti» | Sticksonthebeat | 2:46     |  |

Notas
- Todas las canciones están escritas en Mayúsculas. Por ejemplo, "Gummo" esta estilizado como "GUMMO".
- "Billy" cuenta con la voz adicional de Shotti

## Personal
Créditos adaptados desde Tidal.
- Wizard Lee Weinberg – mezcla, mastering, grabación (todas las canciones)

## Gráficos
| gráfico (2018)                                    | cima posición |
| ------------------------------------------------- | ------------- |
| Australia (ARIA)                                  | 11            |
| Australia Australian Urban Albums (ARIA)          | 4             |
| Austria (Ö3 Austria)                              | 39            |
| Bélgica (Ultratop Flandes)                        | 21            |
| Bélgica (Ultratop Valonia)                        | 47            |
| Canadá (Billboard Canadian Albums)                | 5             |
| República Checa (ČNS IFPI)                        | 5             |
| Dinamarca (Hitlisten)                             | 26            |
| Países Bajos (Album Top 100)                      | 10            |
| Finlandia (Suomen virallinen lista)               | 21            |
| Francia (SNEP)                                    | 131           |
| Alemania (Offizielle Top 100)                     | 44            |
| Irlanda (IRMA)                                    | 30            |
| Italia (FIMI)                                     | 55            |
| Nueva Zelanda (RMNZ)                              | 15            |
| Noruega (VG‑lista)                                | 14            |
| Suecia (Sverigetopplistan)                        | 15            |
| Suiza (Schweizer Hitparade)                       | 20            |
| Reino Unido (UK Albums Chart)                     | 20            |
| Estados Unidos Billboard 200                      | 4             |
| Estados Unidos (Independent Albums)               | 1             |
| Estados Unidos Top R&B/Hip-Hop Albums (Billboard) | 3             |

| gráfico (2018)                        | posición |
| ------------------------------------- | -------- |
| Belgian Albums (Ultratop Flanders)    | 120      |
| Belgian Albums (Ultratop Wallonia)    | 173      |
| Danish Albums (Hitlisten)             | 69       |
| Dutch Albums (MegaCharts)             | 58       |
| Swedish Albums (Sverigetopplistan)    | 35       |
| US Billboard 200                      | 75       |
| US Top R&B/Hip-Hop Albums (Billboard) | 40       |

## Historial de versiones
| Región | Fecha                 | Formatos  | Discográfica     | Ref.   |
| ------ | --------------------- | --------- | ---------------- | ------ |
| Varios | 23 de febrero de 2018 | Streaming | ScumGang Records | [ 21 ] |
| Varios | 17 de agosto de 2018  | CD        | ScumGang Records |        |